# عصفلدين رفيع
العِصْفَلْدِين الرفيع (باللاتينية: Asphodeline tenuior) نوع نباتي ينتمي إلى جنس العِصْفَلْدِين من الفصيلة الزانثوروية (باللاتينية: Xanthorrhoeaceae).

## الموئل والانتشار
الموئل الأصلي لهذا النوع تركيا والقوقاز.